# Gran Premio de los Países Bajos de Motociclismo de 1985
El Gran Premio de los Países Bajos de Motociclismo de 1985 fue la séptima prueba de la temporada 1985 del Campeonato Mundial de Motociclismo. El Gran Premio se disputó el 29 de junio de 1985 en el Circuito de Assen.

## Resultados 500cc
En un Gran Premio con nombrosas caídas, incluidos los dos pilotos que lideran la clasificación general, Freddie Spencer y Eddie Lawson, se impuso otro estadounidense Randy Mamola, que también venció la Gran Premio del año pasado. El británico Ron Haslam y el australiano Wayne Gardner completaron el podio.
| Pos.     | Piloto               | Equipo     | Tiempo    | Pts. |
| -------- | -------------------- | ---------- | --------- | ---- |
| 1        | Randy Mamola         | Honda      | 50.47.22  | 15   |
| 2        | Ron Haslam           | Honda      | 51.00.18  | 12   |
| 3        | Wayne Gardner        | Honda      | 51.22.98  | 10   |
| 4        | Boet van Dulmen      | Honda      | 51.36.63  | 8    |
| 5        | Pierre-Etienne Samin | Honda      | 51.42.33  | 6    |
| 6        | Didier de Radiguès   | Honda      | 52.13.93  | 5    |
| 7        | Robert McElnea       | Suzuki     | 53.06.94  | 4    |
| 8        | Mile Pajic           | Honda      | 1 Vuelta  | 3    |
| 9        | Henk van der Mark    | Honda      | 1 Vuelta  | 2    |
| 10       | Rob Punt             | Suzuki     | 1 Vuelta  | 1    |
| 11       | Massimo Messere      | Honda      | 1 Vuelta  |      |
| 12       | Fabio Biliotti       | Honda      | 1 Vuelta  |      |
| 13       | Franco Uncini        | Suzuki     | 1 Vuelta  |      |
| 14       | Manfred Fischer      | Honda      | 1 Vuelta  |      |
| 15       | Armando Errico       | Honda      | 1 Vuelta  |      |
| 16       | Ray Swann            | Suzuki     | 1 Vuelta  |      |
| 17       | Paul Iddon           | Suzuki     | 3 Vueltas |      |
| 18       | Marco Papa           | Suzuki     | 3 Vueltas |      |
| 19       | Maarten Duyzers      | Suzuki     | 3 Vueltas |      |
| Ret      | Marco Lucchinelli    | Cagiva     | Ret       |      |
| Ret      | Eddie Lawson         | Yamaha     | Ret       |      |
| Ret      | Eero Hyvärinen       | Honda      | Ret       |      |
| Ret      | Mike Baldwin         | Honda      | Ret       |      |
| Ret      | Christian Le Liard   | Chevallier | Ret       |      |
| Ret      | Raymond Roche        | Yamaha     | Ret       |      |
| Ret      | Karl Truchsess       | Honda      | Ret       |      |
| Ret      | Mark Salle           | Suzuki     | Ret       |      |
| Ret      | Thierry Espié        | Ret        |           |      |
| Ret      | Dave Petersen        | Honda      | Ret       |      |
| Ret      | Gustav Reiner        | Honda      | Ret       |      |
| Ret      | Takazumi Katayama    | Honda      | Ret       |      |
| Ret      | Christian Sarron     | Yamaha     | Ret       |      |
| Ret      | Steve Parrish        | Yamaha     | Ret       |      |
| Ret      | Freddie Spencer      | Honda      | Ret       |      |
| Ret      | Wolfgang von Muralt  | Suzuki     | Ret       |      |
| Ret      | Sito Pons            | Suzuki     | Ret       |      |
| Sources: |                      |            |           |      |

## Resultados 250cc
También en esta categoría, las caídas fueron la tónica dominante de la carrera. Entre ellos el piloto de la pole position, el venezolano Carlos Lavado. La carrera vio la victoria del estadounidense Freddie Spencer y de los alemanes Martin Wimmer y Anton Mang. Este también es el orden en la clasificación general.
| Pos. | Piloto                 | Moto       | Tiempo   | Pts. |
| ---- | ---------------------- | ---------- | -------- | ---- |
| 1    | Freddie Spencer        | Honda      | 45.14.57 | 15   |
| 2    | Martin Wimmer          | Yamaha     | 45.26.87 | 12   |
| 3    | Anton Mang             | Honda      | 45.31.06 | 10   |
| 4    | Loris Reggiani         | Aprilia    | 45.49.42 | 8    |
| 5    | Jacques Cornu          | Honda      | 46.01.56 | 6    |
| 6    | Donnie McLeod          | Armstrong  | 46.08.04 | 5    |
| 7    | Jean-Michel Mattioli   | Yamaha     | 46.16.15 | 4    |
| 8    | Reinhold Roth          | Yamaha     | 46.17.23 | 3    |
| 9    | Stéphane Mertens       | Yamaha     | 46.24.96 | 2    |
| 10   | Jean Foray             | Chevallier | 46.25.21 | 1    |
| 11   | Pierre Bolle           | Honda      | 46.42.36 |      |
| 12   | Siegfried Minich       | Yamaha     | 46.45.97 |      |
| 13   | Alan Carter            | Yamaha     | 46.51.90 |      |
| 14   | Niall Mackenzie        | Armstrong  | 46.54.22 |      |
| 15   | Hans Lindner           | Rotax      | 46.55.43 |      |
| 16   | Jean-Louis Guignabodet | Rotax      | 47.23.65 |      |
| 17   | Roland Freymond        | Yamaha     | 47.43.94 |      |
| 18   | August Auinger         | Bartol     | 47.44.36 |      |
| 19   | Harald Eckl            | Yamaha     | 47.44.65 |      |
| 20   | Edwin Weibel           | Yamaha     | 47.50.72 |      |
| 21   | Luis Miguel Reyes      | Cobas      | 1 Vuelta |      |
| 22   | Andy Watts             | EMC        |          |      |
| 23   | Manfred Herweh         | Real       |          |      |
| 24   | Stefano Caracchi       | MBA        |          |      |
| 25   | René Delaby            | Rotax      |          |      |
| 26   | Jean-Luc Guillemet     | Yamaha     |          |      |
| Ret  | Carlos Lavado          | Yamaha     | Ret      |      |
| Ret  | Fausto Ricci           | Honda      | Ret      |      |
| Ret  | Hans Becker            | Yamaha     | Ret      |      |
| Ret  | Carlos Cardús          | Cobas      | Ret      |      |
| Ret  | Geoff Fowler           | Yamaha     | Ret      |      |
| Ret  | Dominique Sarron       | Honda      | Ret      |      |
| Ret  | Antonio Garcia         | Cobas      | Ret      |      |
| Ret  | Anders Skov            | Yamaha     | Ret      |      |
| Ret  | Thierry Rapicault      | Yamaha     | Ret      |      |
| DNS  | Juan Garriga           | Rotax      | DNS      |      |

## Resultados 125cc
El podio del octavo de litro fue un pleno italiano. Pier Paolo Bianchi ganó por delante de Ezio Gianola y Fausto Gresini. En la clasificación general, estos tres pilotos también se encuentran en las primeras posiciones con Bianchi por delante de Gresini y Gianola.
| Pos. | Piloto                 | Moto    | Tiempo    | Pts. |
| ---- | ---------------------- | ------- | --------- | ---- |
| 1    | Pier Paolo Bianchi     | MBA     | 43.49.24  | 15   |
| 2    | Ezio Gianola           | Garelli | 43.58.89  | 12   |
| 3    | Fausto Gresini         | Garelli | 44.13.02  | 10   |
| 4    | Jean-Claude Selini     | MBA     | 44.18.00  | 8    |
| 5    | Jussi Hautaniemi       | MBA     | 44.23.02  | 6    |
| 6    | Bruno Kneubühler       | MBA     | 44.41.80  | 5    |
| 7    | Luca Cadalora          | MBA     | 44.42.51  | 4    |
| 8    | August Auinger         | MBA     | 44.46.97  | 3    |
| 9    | Alfred Waibel          | MBA     | 45.38.97  | 2    |
| 10   | Thierry Feuz           | MBA     | 45.46.53  | 1    |
| 11   | Jacky Hutteau          | MBA     | 46.11.65  |      |
| 12   | Jan Eggens             | EGA     | 46.14.26  |      |
| 13   | Andrés Sánchez         | MBA     | 46.15.38  |      |
| 14   | Wilhelm Lücke          | MBA     | 46.33.92  |      |
| 15   | Mike Leitner           | MBA     | 46.36.47  |      |
| 16   | Lucio Pietroniro       | MBA     | 1 Vuelta  |      |
| 17   | Adolf Stadler          | MBA     |           |      |
| 18   | Peter Sommer           | MBA     |           |      |
| 19   | Anton Straver          | MBA     | 2 Vueltas |      |
| 20   | Håkan Olsson           | MBA     |           |      |
| 21   | Thomas Møller-Pedersen | MBA     |           |      |
| Ret  | Giuseppe Ascareggi     | MBA     | Ret       |      |
| Ret  | Alex Bedford           | MBA     | Ret       |      |
| Ret  | Esa Kytölä             | MBA     | Ret       |      |
| Ret  | Steve Mason            | MBA     | Ret       |      |
| Ret  | Robin Appleyard        | MBA     | Ret       |      |
| Ret  | Willy Hupperich        | Seel    | Ret       |      |
| Ret  | Helmut Lichtenberg     | MBA     | Ret       |      |
| Ret  | Norbert Peschke        | MBA     | Ret       |      |
| Ret  | Boy van Erp            | MBA     | Ret       |      |
| Ret  | Olivier Liégeois       | MBA     | Ret       |      |
| Ret  | Willy Pérez            | MBA     | Ret       |      |
| Ret  | Johnny Wickström       | MBA     | Ret       |      |
| Ret  | Michel Escudier        | MBA     | Ret       |      |
| Ret  | Ton Spek               | MBA     | Ret       |      |
| Ret  | Eric Gijsel            | MBA     | Ret       |      |

## Resultados 80cc
En la pequeña cilindrada, Ángel Nieto salía desde la pole pero problemas en el motor le obligaron a abandonar. eso suposo la primera victoria del austríaco Gerd Kafka que entró por delante del suizo Stefan Dörflinger (que se alza al liderato de la clasificación) y el español Jorge Martínez Aspar.
| Pos. | Piloto               | Moto       | Tiempo    | Pts. |
| ---- | -------------------- | ---------- | --------- | ---- |
| 1    | Gerd Kafka           | Seel       | 33.33.88  | 15   |
| 2    | Stefan Dörflinger    | Krauser    | 34.06.94  | 12   |
| 3    | Jorge Martínez Aspar | Derbi      | 34.35.41  | 10   |
| 4    | Manuel Herreros      | Derbi      | 34.48.47  | 8    |
| 5    | Henk van Kessel      | Huvo-Casal | 34.54.26  | 6    |
| 6    | Theo Timmer          | Huvo-Casal | 34.56.51  | 5    |
| 7    | Serge Julin          | Casal      | 35.02.61  | 4    |
| 8    | Juan Ramón Bolart    | Autisa     | 35.03.59  | 3    |
| 9    | Kees Besseling       | CJB        | 35.28.44  | 2    |
| 10   | Gerhard Waibel       | Seel       | 35.28.80  | 1    |
| 11   | Rainer Kunz          | Ziegler    | 35.30.05  |      |
| 12   | Wilco Zeelenberg     | Huvo-Casal | 35.57.16  |      |
| 13   | Günter Schirnhofer   | Krauser    | 35.57.51  |      |
| 14   | Henri van Heist      | Casal      | 36.00.39  |      |
| 15   | Stefan Prein         | Huvo-Casal | 36.27.04  |      |
| 16   | Domingo Gil Blanco   | Autisa     | 36.41.10  |      |
| 17   | Jos van Dongen       | Casal      | 37.32.13  |      |
| 18   | Jean-Marc Velay      | Casal      | 1 Vuelta  |      |
| 19   | Johan Auer           | Eberhardt  |           |      |
| 20   | Herri Torrontegui    | Cobas      |           |      |
| 21   | Bernd Rossbach       | Huvo-Casal |           |      |
| 22   | Zdravko Matulja      | Ziegler    |           |      |
| 23   | Reinhard Koberstein  | Seel       |           |      |
| 24   | Mika-Sakari Komu     | Eberhardt  |           |      |
| 25   | Thomas Engl          | Esch       |           |      |
| 26   | Chris Baert          | Eberhardt  |           |      |
| 27   | Otto Machinek        | Om-Spezial |           |      |
| 28   | Aad Wijsman          | Harmsen    | 2 Vueltas |      |
| Ret  | Ian McConnachie      | Krauser    | Ret       |      |
| Ret  | Ángel Nieto          | Derbi      | Ret       |      |
| Ret  | Paolo Priori         | Lusuardi   | Ret       |      |
| Ret  | Bert Smit            | BZ         | Ret       |      |
| Ret  | René Dünki           | Krauser    | Ret       |      |
| Ret  | Steve Mason          | Huvo       | Ret       |      |
| Ret  | Hans Koopman         | Ziegler    | Ret       |      |
| Ret  | Paul Rimmelzwaan     | Harmsen    | Ret       |      |